# Burgstraße 16 (Wettin)
Das Gebäude Burgstraße 16 war ein denkmalgeschütztes Wohnhaus im Ortsteil Wettin der Stadt Wettin-Löbejün in Sachsen-Anhalt.

## Lage
Das Wohnhaus befand sich gegenüber der Vorburg der Oberburg der Burg Wettin, auf der Nordseite der Burgstraße am sogenannten Burgplatz. Unmittelbar westlich des ehemaligen Standorts befindet sich das gleichfalls denkmalgeschützte Haus Burgstraße 17.

## Architektur und Geschichte

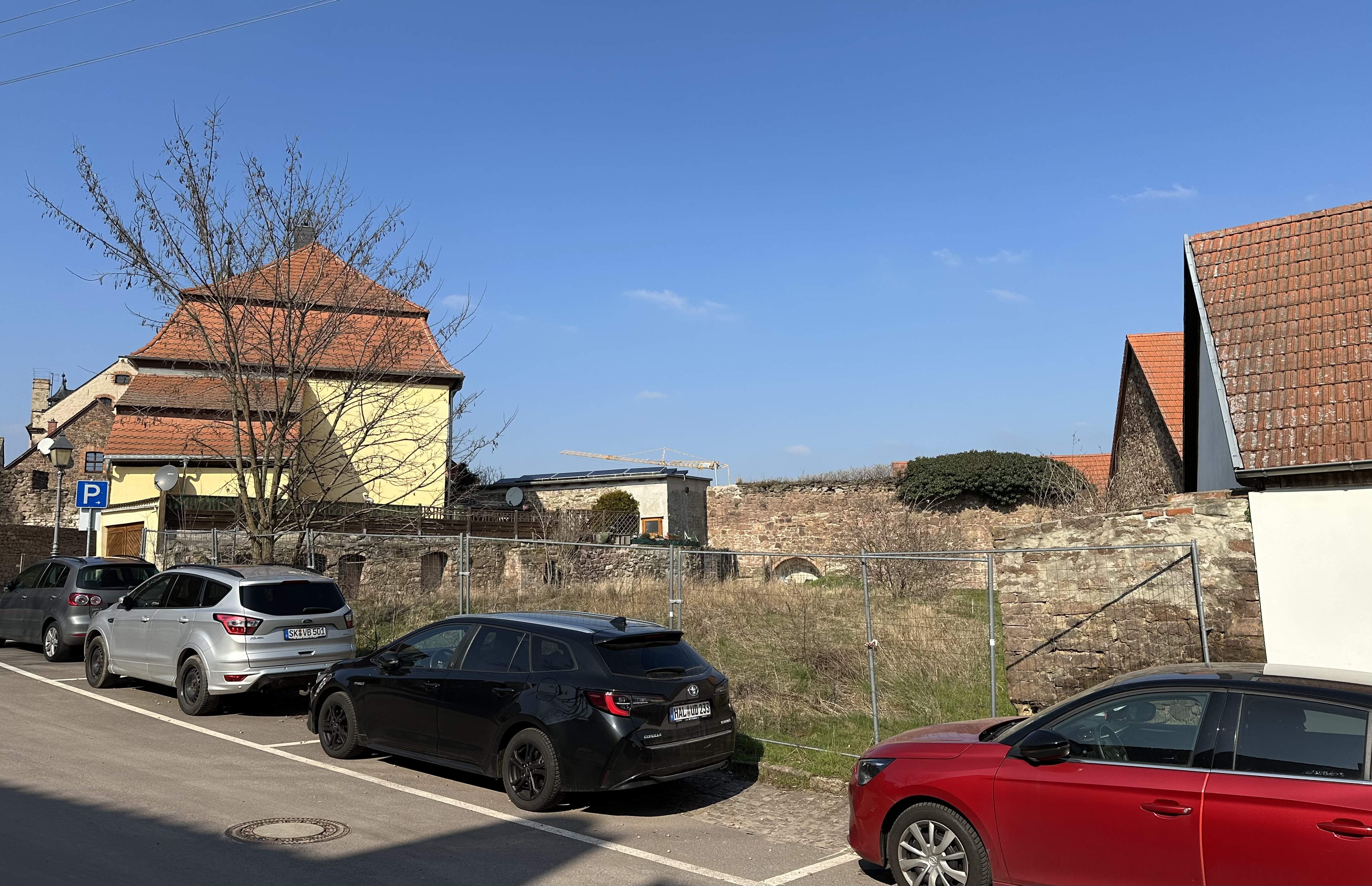
Leeres Grundstück Burgstraße 16 im Jahr 2024

Das Haus war vermutlich in der zweiten Hälfte des 18. Jahrhunderts entstanden. Das große zweigeschossige Gebäude war in massiver Bauweise errichtet worden. Die Fassade war fünfachsig ausgeführt. Der Bau ruhte auf einem hohen Sockel. Zum Eingang führte eine zweiläufige Freitreppe. 
Im Denkmalverzeichnis des Landes Sachsen-Anhalt war das Wohnhaus noch 2015 unter der Erfassungsnummer 094 55436 als Baudenkmal verzeichnet.
Nach dem Abriss des Gebäudes wurde es vor 2020 aus dem Denkmalverzeichnis gestrichen.